# ولور
ولور (به انگلیسی: Velavoor) یک روستا در هند است که در Thiruvananthapuram district واقع شده‌است.